# Actes de la Société d'Histoire Naturelle de Paris

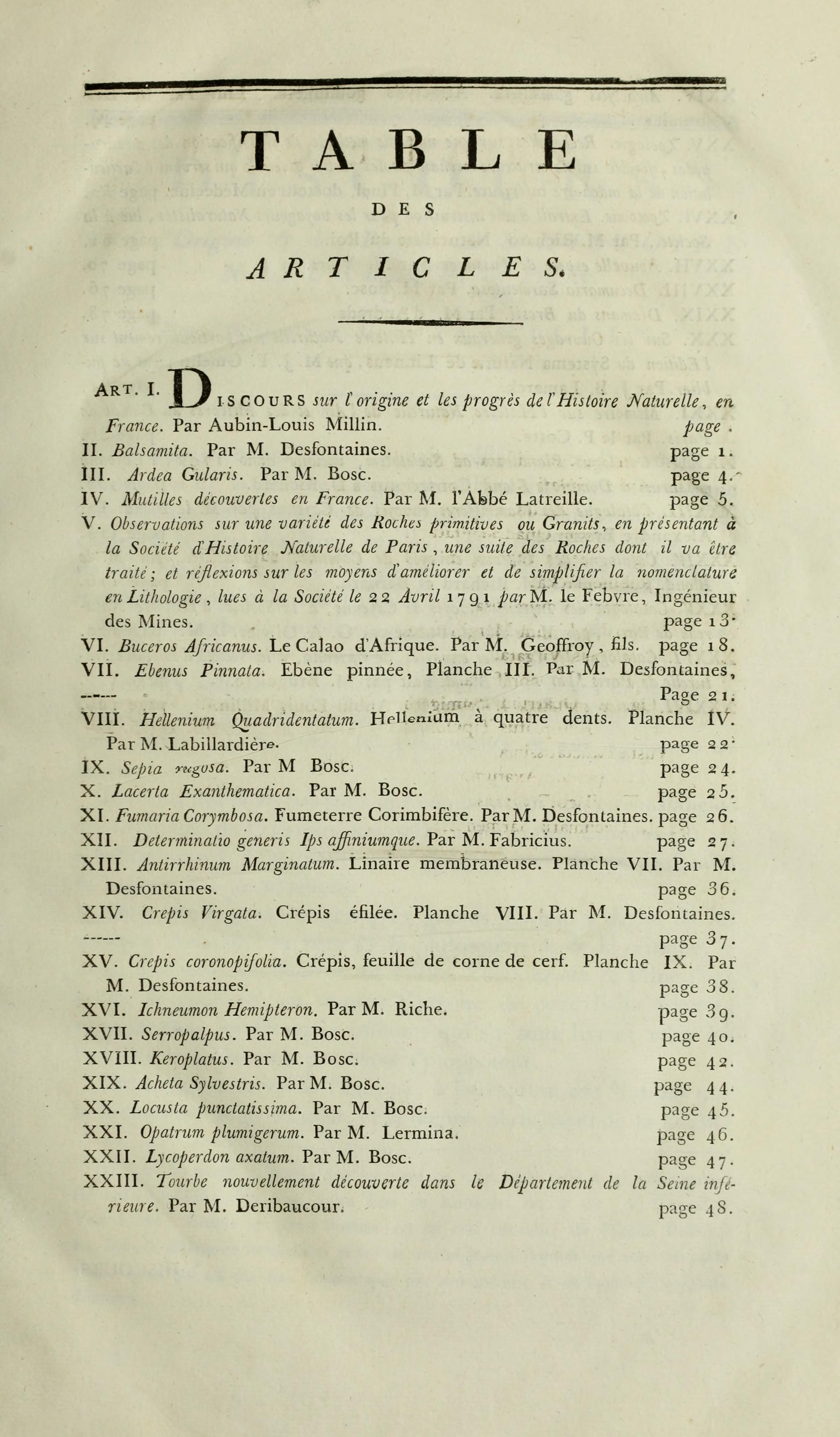
Índex de la revista.

Actes de la Société d'Histoire Naturelle de Paris (abreujat Actes Soc. Hist. Nat. Paris) va ser una revista il·lustrada amb descripcions botàniques que va ser editada per la Société d'Histoire Naturelle de Paris que va sorgir de la Société Linnéenne de Paris. Va ser publicada l'any 1792.